# Tren Limache-Puerto
El Tren Limache-Puerto (hasta mayo de 2021 conocido como Metro Valparaíso, también conocido como Merval, sigla del anterior sistema de metro), es un sistema de ferrocarril híbrido chileno, que cruza gran parte del área urbana del Gran Valparaíso. Conecta a las comunas de Valparaíso, Viña del Mar, Quilpué, Villa Alemana y Limache. Es administrado por EFE Valparaíso, empresa filial de la Empresa de los Ferrocarriles del Estado (EFE).
El servicio nace de la modernización de Metro Regional de Valparaíso, y fue inaugurado el 23 de noviembre de 2005, en una ceremonia que contó con la presencia del entonces Presidente de la República Ricardo Lagos, fue el segundo sistema híbrido en inaugurarse dentro de Latinoamérica luego del metro de Medellín en 1995 que Fue diseñado desde el inicio para operar como metro en el área urbana de Medellín y como tren suburbano en los extremos del Valle de Aburrá. Así como en el caso del metro de valparaiso que opera como metro en Valparaíso y Viña del Mar y como tren suburbano en los tramos hacia Limache. 
Su flota se compone de un total de 35 automotores, de los cuales 27 son automotores modelo X'Trapolis 100 y 8 automotores modelo X'Trapolis Modular, Alterna de modalidad a medida de sus 4 tramos funcionando los primeros 2 tramos como metro (11 estaciones) y los tramos siguientes correspondientes al 3 y 4 como tren suburbano (8 estaciones) y tramo 5 como sistema de ferrocarril convencional (1 estación)

## Historia

### Antecedentes
El primer antecedente del ferrocarril metropolitano fue la construcción de la línea ferroviaria Santiago-Valparaíso, que en su primer tramo, inaugurado en 1855, comprendía desde la estación Barón de Valparaíso hasta la estación El Salto en Viña del Mar. Esto hace que, actualmente, el sistema de metro sea el ferrocarril más antiguo que aún sigue operando ininterrumpidamente en el hemisferio sur. Barón se constituyó en una de las más importantes zonas comerciales de la ciudad, inaugurándose uno de los primeros ferrocarriles urbanos a tracción animal de América del Sur para conectar con el zona portuaria y la Aduana en 1863, y luego la primera línea de tranvías eléctricos en 1904. Para 1875, la línea ferroviaria iba desde estación Puerto y hasta estación Mapocho en Santiago.
Después del terremoto de 1906, que destruyó parte importante de la ciudad, la compañía británica Chilean Electric Tramway & Light Co., proyectó una línea de tren bajo el centro de la ciudad, con estaciones subterráneas desde Barón hasta el Cementerio de Playa Ancha, para así diferenciar entre una línea férrea de transporte de pasajeros y dejar la línea de la costa solo para carga. Mientras la compañía estaba en conversaciones para comprar los terrenos adyacentes a sus estaciones, en la entonces despoblada Playa Ancha, el alto precio de este proyecto hizo que la iniciativa fracasara.
La línea ferroviaria se mantuvo con servicios por 150 años, de 1855 a 2005.

### Proyecto «IV Etapa»

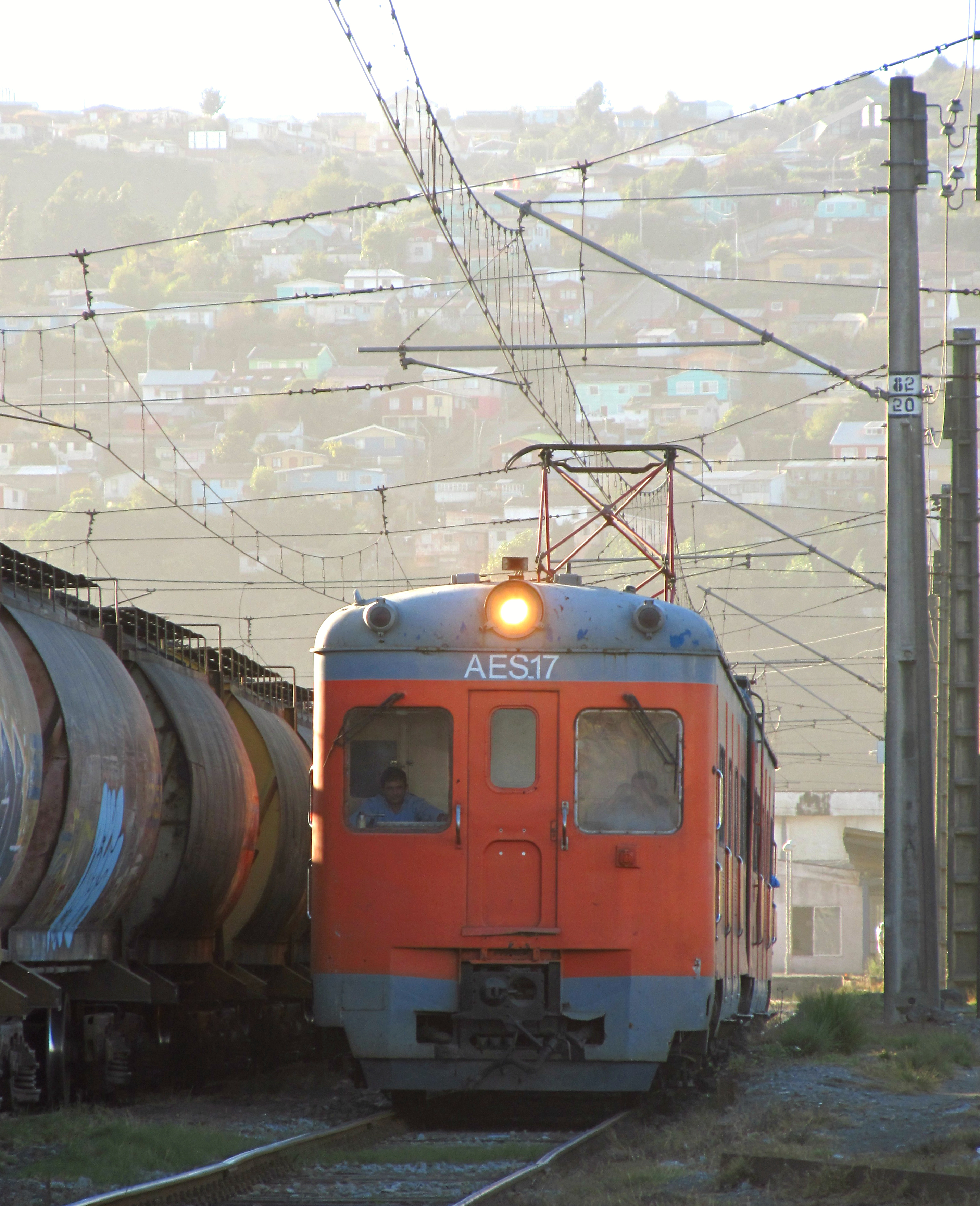
Automotor AES-17 con puerta modificada debido a accidente.

En 1986 un accidente ferroviario en la zona de Queronque, cercana a Limache, determinó el cierre de los servicios a entre Valparaíso y Santiago. Posterior a ello, el 12 de junio de 1987 fue creado el servicio denominado Metro Regional de Valparaíso, que prestaba servicios desde Puerto hasta estación Los Andes. Sin embargo, para 1995 se cerró definitivamente el servicio hacia las provincias del interior de la Región de Valparaíso, quedando la estación Limache como estación terminal.
En 1995 Metro Regional de Valparaíso S.A. comenzó a administrar el metro, y fue encargada de renovar el material ferroviario, dotar a la región de trenes de última generación y, paralelamente, organizar una nueva estructura funcional con nuevas estaciones y la subterranización de parte importante del trazado. Fue el proyecto conocido como IV Etapa.
Los trabajos se iniciaron en 1999, con la demolición de las antiguas estaciones de construcción sólida, reemplazándolas por paraderos provisorios, y remodelando las estaciones Puerto y Limache, únicas que se mantendrían prácticamente intactas. A su vez, se inició la construcción de un túnel de más de 5 kilómetros que pasaría bajo las calles Viana y Álvarez de Viña del Mar, donde se ubicarían cuatro estaciones. Esto además permitiría la descongestión vial de gran parte de la ciudad jardín. Algunas estaciones del antiguo servicio fueron clausuradas (Colegio Alemán, Laboral, Valencia y Rumié), mientras otras tres fueron creadas (Francia, Recreo y Hospital); la maestranza y tornamesa Barón fueron abandonadas, mientras los nuevos talleres se ubicaron junto a la estación Limache.
El primer automotor de la nueva flota arribó a Chile el 22 de febrero de 2005, de un total de 27. El 30 de junio siguiente, se hizo un acto de despedida de los antiguos Automotores Eléctricos Suburbanos (AES), construidos en Argentina por Fiat Concord. A las 12.45 horas se inició un recorrido "simbólico" que empezó en Valparaíso y concluyó en Limache. Así, estaciones, paraderos y el sistema de señalización cumplieron su última jornada.

### «Metro Valparaíso»

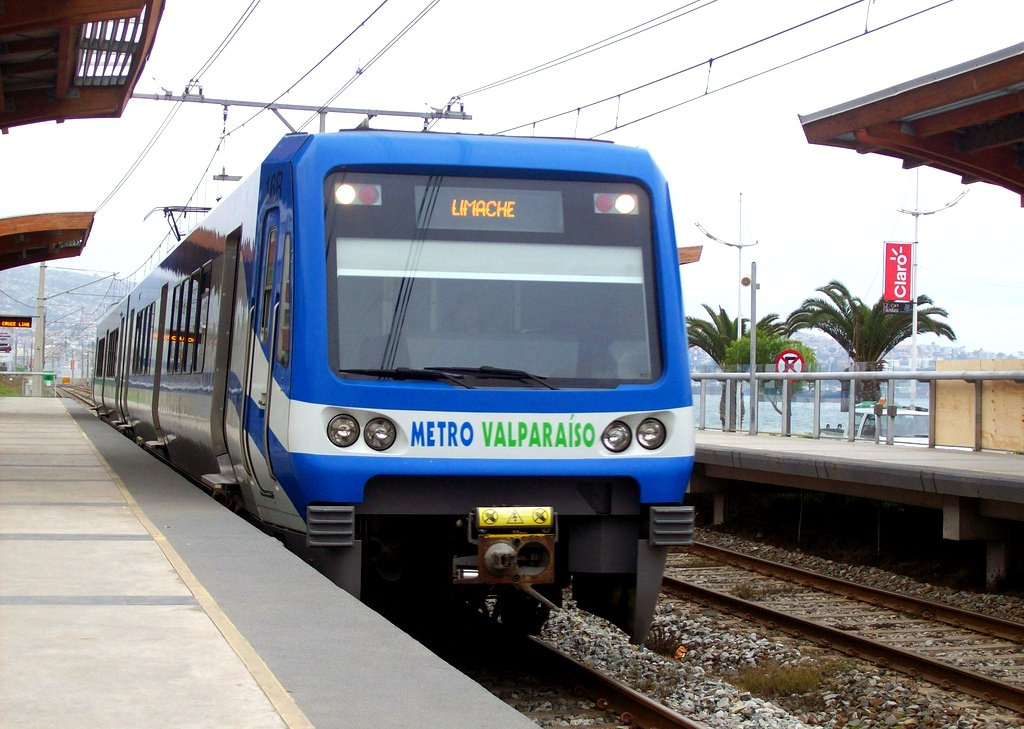
Automotor con destino Limache en la estación Portales.

El 19 de noviembre de 2005, se inició un período de funcionamiento en «marcha blanca», para educar a los usuarios frente al nuevo sistema que, por ejemplo, ya no utilizaría más los sistemas de boletos ni la MERVALCard, siendo ambos reemplazados por una tarjeta electrónica conocida como Metroval. El 23 de noviembre de 2005, en una ceremonia que contó con la presencia del entonces presidente Ricardo Lagos, fue inaugurado Metro Valparaíso, con un primer ferrocarril que partió desde estación Quilpué hasta estación Francia. Sus operaciones se iniciaron en plenitud el 15 de diciembre del mismo año.

### Historia reciente

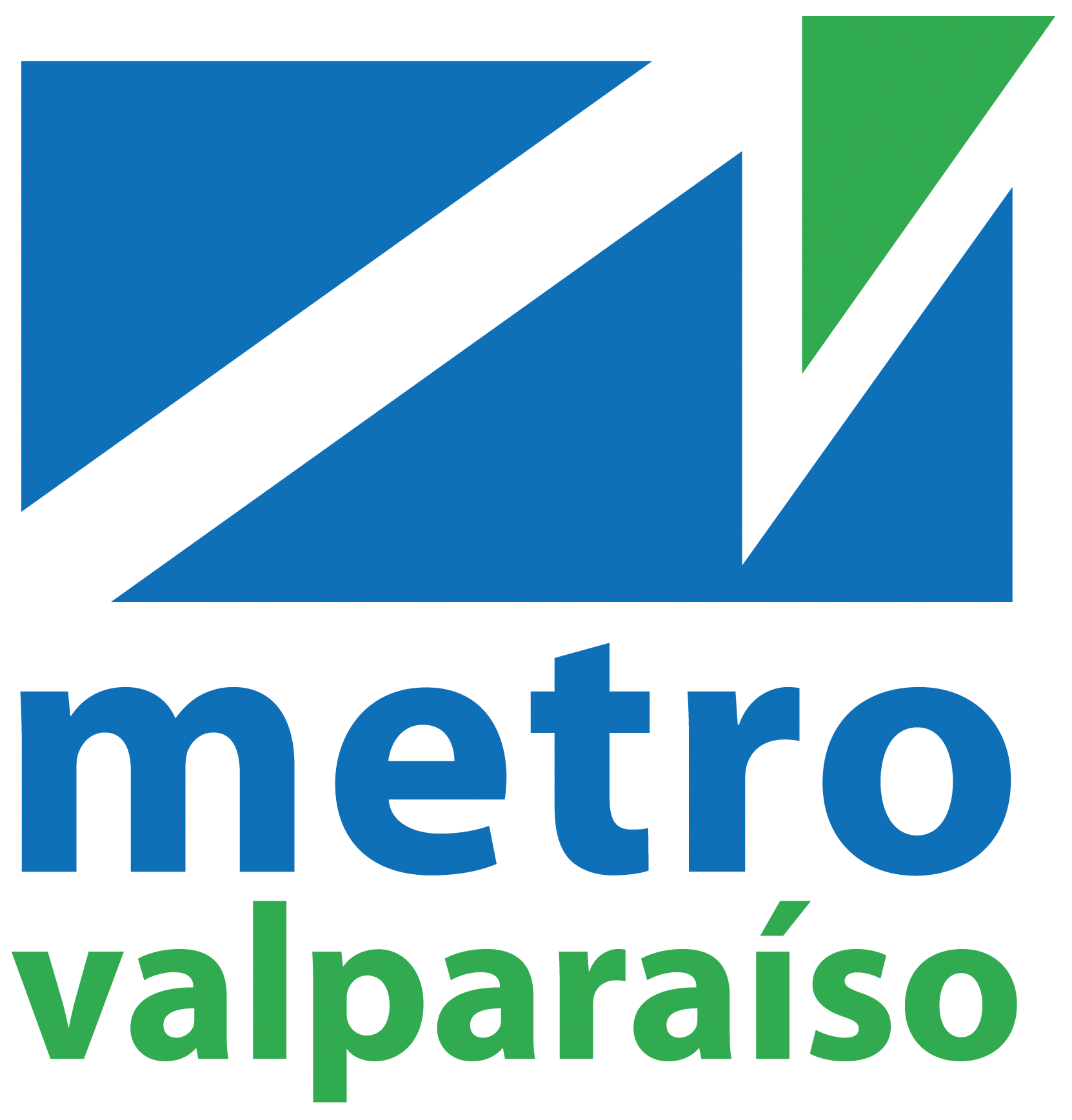
Logotipo de Metro Valparaíso hasta 2016.

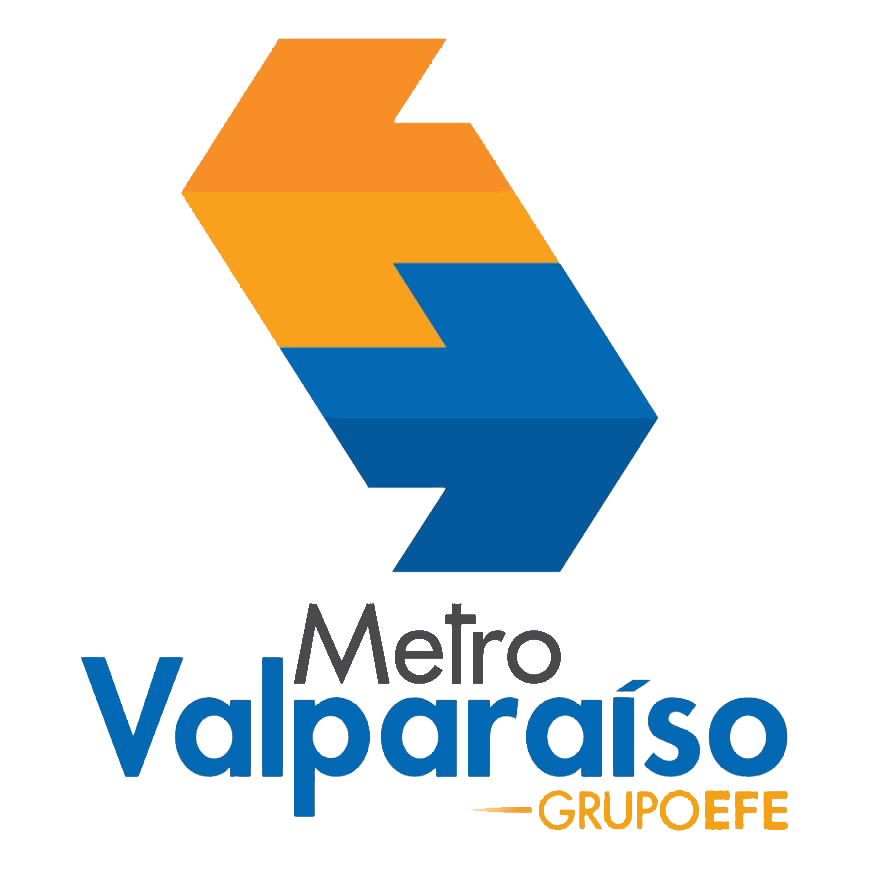
Logotipo de Metro Valparaíso desde 2016 hasta 2021

El problema suscitado desde mediados de la década de 1990 con el cierre de los servicios ferroviarios hacia la Provincia de Quillota ha sido una de las constantes a lo largo de la breve historia del metro, que desde 2008 contó con buses de acercamiento a través del sistema Bus+Metro para las ciudades de Quillota y Limache Viejo. Años después, se unirían también las comunas de La Calera, La Cruz y Olmué. La demanda del servicio se incrementó en la década de 2010, por lo que fueron comprados 8 nuevos automotores X'Trapolis Modular para la demanda de los nuevos usuarios.[cita requerida]
En 2016 el servicio se vio afectado por las inclemencias del tiempo. En julio de ese año, el tramo comprendido entre la curva Los Mayos y estación Barón fue inundado por las marejadas que afectaron al país, quedando la mencionada estación inhabilitada por varias semanas. A su vez, el 31 de octubre la subestación de electricidad cercana a la estación Villa Alemana fue golpeada por un rayo, lo que disminuyó la posibilidad de utilizar al máximo la potencia y frecuencia de los automotores.
El 24 de mayo de 2021 el servicio cambió de nombre, abandonando la denominación de «Metro Valparaíso» y adoptando el nombre genérico de «Tren Limache-Puerto».

## Proyectos en ejecución

### Estación Valencia
A inicios de septiembre de 2020 se confirmó el inicio de diseño y construcción de la estación Valencia.
En mayo de 2022 se inició el proceso de licitación de la obras de la estación. El 5 de agosto del mismo año comenzaron los trabajos de construcción de la estación; el tiempo de construcción estimado es de 18 meses con un coste de 10 mil millones de pesos, por lo que a finales de 2023 o mediados de 2024 la estación sería inaugurada.

### Extensión a Quillota, La Cruz y La Calera

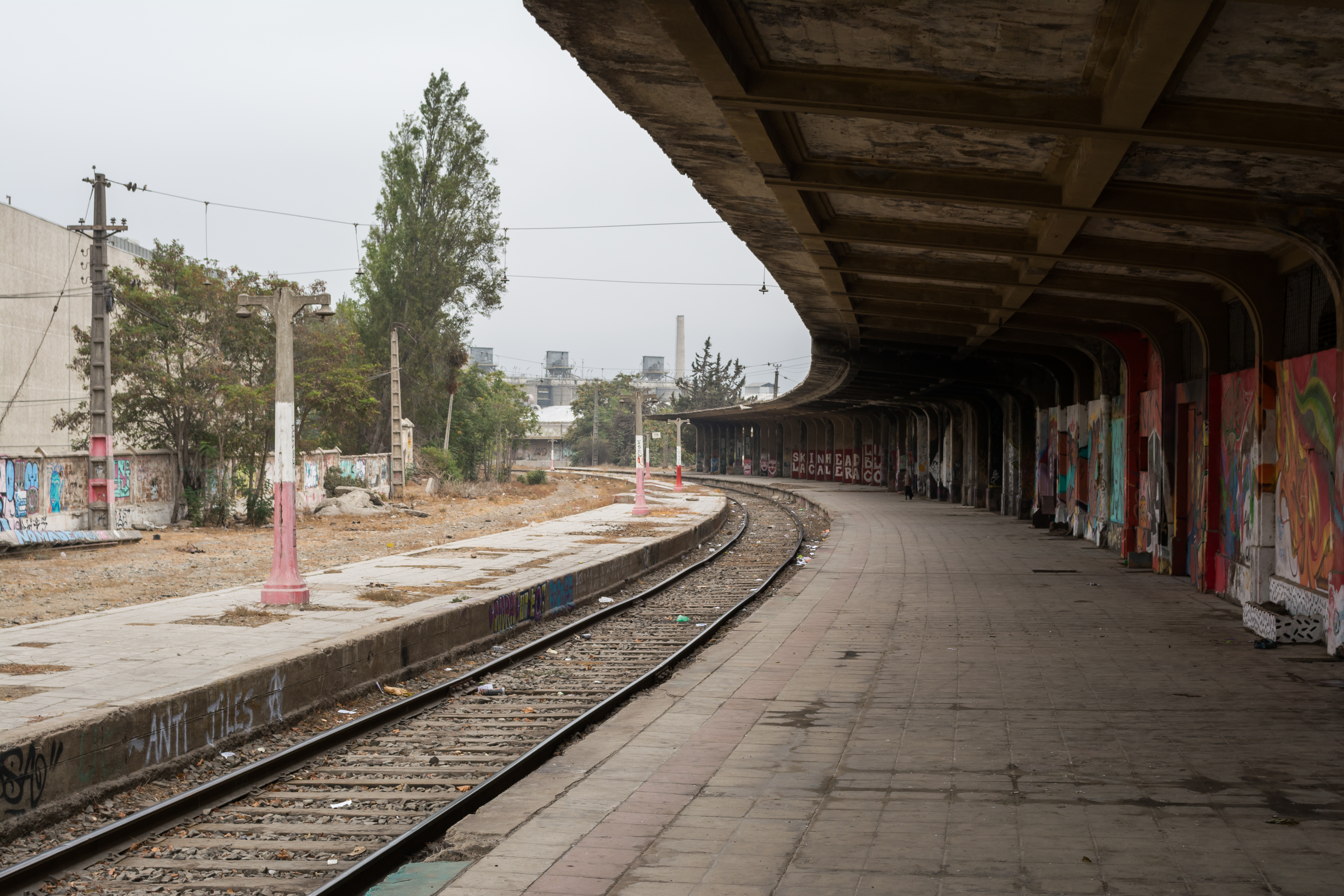
Andenes del ferrocarril de Valparaíso a Santiago de la estación La Calera

En 1995, aduciendo razones de rentabilidad financiera, fue suprimido el servicio ferroviario de pasajeros más allá de Limache, hacia Quillota. Ante dicha situación, la comunidad en conjunto con las autoridades dieron paso a una serie de iniciativas tendientes a lograr que este medio de transporte vuelva a la ciudad.
De este modo, la comuna de Quillota inició una campaña de recolección de firmas para que el tren de pasajeros vuelva a pasar por esta ciudad. El lanzamiento de esta iniciativa se dio el 10 de mayo de 2011 a las 11 de la mañana en la Plaza de Armas de la ciudad teniendo un promedio de 500 firmas por hora.
El alcalde Luis Mella explicó que viajar en tren ahorra tiempo y dinero, es más seguro y menos contaminante, agregando que los servicios de transporte público reciben subsidios por parte del Estado, lo cual significa que la decisión de hacer retornar el tren a Quillota no es técnica ni financiera, sino política. “Por ello es tan importante que la comunidad manifieste su voluntad a través de un gran movimiento ciudadano y transversal como la recolección de firmas, lo cual puede dar los argumentos necesarios al Gobierno para que decida extender el servicio hasta nuestra ciudad”.
Dicho proceso de recolección consiguió reunir cerca de 36 mil firmas las que fueron entregadas al Ministerio de Transportes para su consideración. Estos esfuerzos se suman a otra iniciativa impulsada por la Gobernación, que tiene carácter provincial, así como a campañas impulsadas por internet «Quiero que el tren llegue a Quillota otra vez».

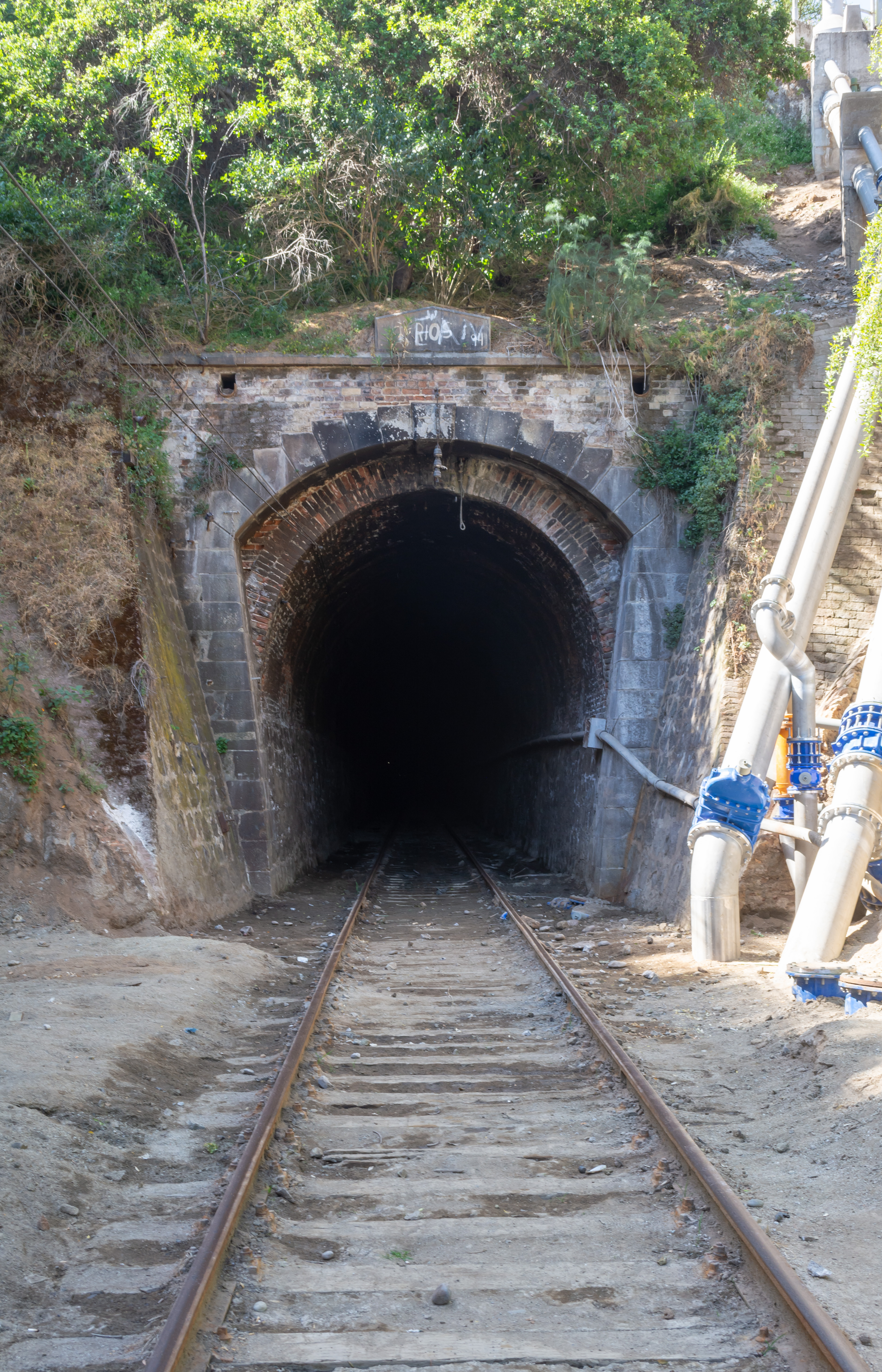
el túnel San Pedro, una de las mayores obras de ingeniería a ser alteradas en el proyecto.

A inicios de 2018 han empezado las licitaciones por parte de EFE para la creación de una línea del Metro de Valparaíso a Quillota-La Calera. Sin embargo, el 26 de septiembre del mismo año EFE baja la licitación de los estudios de ingeniería básica para extender el servicio otorgado por el Metro de Valparaíso hasta Quillota y La Calera, debido a que esta estaba desierta. Debido a presión por parte de alcaldes de la zona de Quillota y Limache, se reactiva la licitación para el 30 de noviembre de 2018, para que las propuestas estén listas entre enero y febrero de 2019.
El 29 de mayo de 2019 finalmente son adjudicados los estudios de ingeniería básica a los consorcios CDI y Consultrans, teniendo 3 años como plazo de ejecución. En paralelo, ya se está presentando el proyecto a estudios de impacto ambiental, apuntando al inicio de las obras en 2023 y finalmente iniciar operaciones en 2027. Sus futuras estaciones serán San Pedro, Quillota Sur, Quillota Centro, La Cruz, Guerra y La Calera. Sin embargo, nuevos informes indican que las obras comenzarían en 2025 y serían entregadas en 2028.
De acuerdo al Estudio de Impacto Ambiental ingresado a evaluación en marzo de 2022, el proyecto de extensión del tren Limache-Puerto busca expandir la operación comercial de transporte de pasajeros suburbano desde la comuna de Limache hasta La Calera, cubriendo una distancia de aproximadamente 26 kilómetros. Esta ampliación incluye la construcción de cinco nuevas estaciones, la ampliación de la Estación Limache y la rehabilitación de la Estación La Calera. Las estaciones propuestas abarcarán las comunas de Limache, Quillota, La Cruz y La Calera. Específicamente, se contempla una transformación de la estación Limache de terminal a estación de paso. Además de las estaciones, el proyecto involucra una serie de obras y actividades, tales como la construcción de vías adicionales, túneles, pasos peatonales y vehiculares, talleres, subestaciones eléctricas y sistemas de señalización. Una vez operativo, se espera que este servicio reduzca significativamente los tiempos de desplazamiento en la región, beneficiando a quienes se trasladan en las localidades influenciadas por el Gran Valparaíso. Este proyecto, además, tiene el potencial de ser un eje articulador en la región de Valparaíso, conectando puntos clave como el puerto con localidades urbanas y rurales.

## Debates y propuestas sobre la extensión del servicio

Líneas propuestas para el Tren Limache-Puerto, según el "Plan Estratégico 2016-2030 Metro de Valparaiso". Se puede apreciar el trazado actualmente en estudio de 6 nuevas líneas, además de tres ramales para la línea 1.

### Propuestas para una segunda línea
En 2016, EFE Valparaíso publica su "Plan Estratégico 2016-2030 Metro de Valparaíso", donde se señalan los planes de expansión que posee la empresa. En el documento se aprecian las líneas en funcionamiento, en estudio de perfil y en estudio de prefactibilidad.
Un gran debate es la construcción de una eventual Línea 2 que comunicaría Viña del Mar con las comunidades ubicadas hacia el norte como Reñaca y Concón. Con respecto a esto, un grupo de expertos de la Universidad del Mar han planteado la construcción de un tranvía hacia Reñaca, como una alternativa integrada al sistema tren, de menor costo y más fácil implementación y mantención en comparación con la puesta en desarrollo de una línea de tren.
Esta idea se ha sumado a las muchas propuestas e inquietudes que desde hace tiempo se han estado hablando en diversos espacios de discusión, en donde se destacan nuevamente los argumentos expuestos en la Red. Así, diversas opiniones coinciden en que la implementación de un servicio ferroviario de pasajeros hacia el norte de Viña del Mar se convertirá tarde o temprano en una necesidad inevitable, tanto por el crecimiento inmobiliario en sectores como Reñaca y Concón, como tomando en cuenta el futuro desarrollo y expansión urbana del Gran Valparaíso hacia el norte del río Aconcagua por medio del crecimiento del área urbana de la comuna de Quintero.
De este modo, ha llegado incluso a proponerse la inclusión de la franja ferroviaria existente al sur de esta última ciudad, al borde de las extensas dunas de Ritoque, como parte del trazado de una nueva línea del ferrocarril metropolitano, idea cuyos antecedentes se remontan a mediados del siglo XIX tanto en los estudios para el establecimiento del ferrocarril Santiago - Valparaíso como a proyectos de desarrollo, principalmente británicos, contemplados en dicha zona y jamás llevados a cabo por la falta de asentimiento de los gobiernos de la época.

### Propuesta de extensión a Los Andes
Durante la mañana del 24 de mayo de 2022, el gerente general de EFE Patricio Pérez, la gerente general de EFE Valparaíso María Alicia Sánchez, el Gobernador regional de Valparaíso Rodrigo Mundaca, el SEREMI de Vivienda y Urbanismo, firmaron un convenio para estudiar la extensión del Tren Limache-Puerto desde la estación La Calera hasta las estaciones Llay Llay, San Felipe y Los Andes. El estudio convenido busca identificar la rentabilidad características técnicas del servicio que debería establecerse.

## Arquitectura

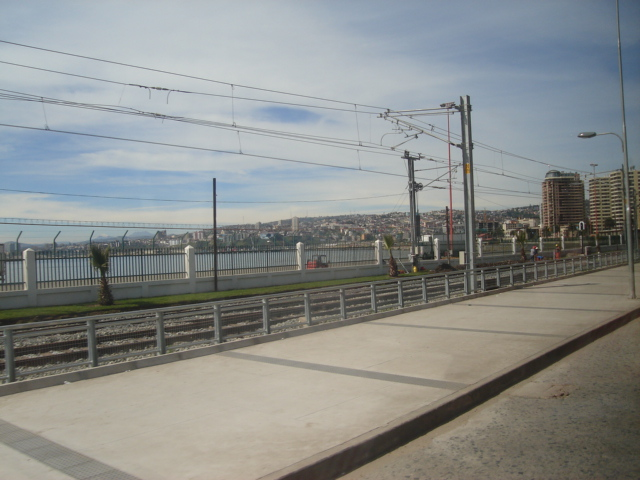
Trazado de la línea por el Puerto de Valparaíso.

Entre las estaciones Puerto y Recreo el trazado va sobre el nivel de superficie, orillando el borde costero, paralelamente a las avenidas Errazuriz Zañartu y España.
En el sector de Caleta Abarca (muy cerca del reloj de flores de Viña del Mar) las vías se sumergen en un túnel que pasa por debajo de las avenidas Viana y Álvarez, las cuales tras la entrada en funciones del metro se fusionaron en una sola, conocida como el Par Vial Viana/Álvarez. Así, por lo tanto, las estaciones Miramar, Viña del Mar, Hospital y Chorrillos del metro son subterráneas. La boca de salida del túnel se encuentra en el sector industrial de El Salto, por donde continúa un sinuoso trayecto que bordea escarpadas cuestas hasta las comunas del interior.
El servicio también beneficia, funcional y estratégicamente, a los habitantes de las comunas residenciales de Quilpué y Villa Alemana, además de la ciudad satélite del Gran Valparaíso, Limache, tres de los lugares donde vive la mayor parte de los pasajeros que habitualmente utilizaba el antiguo sistema, MERVAL.

## Trenes

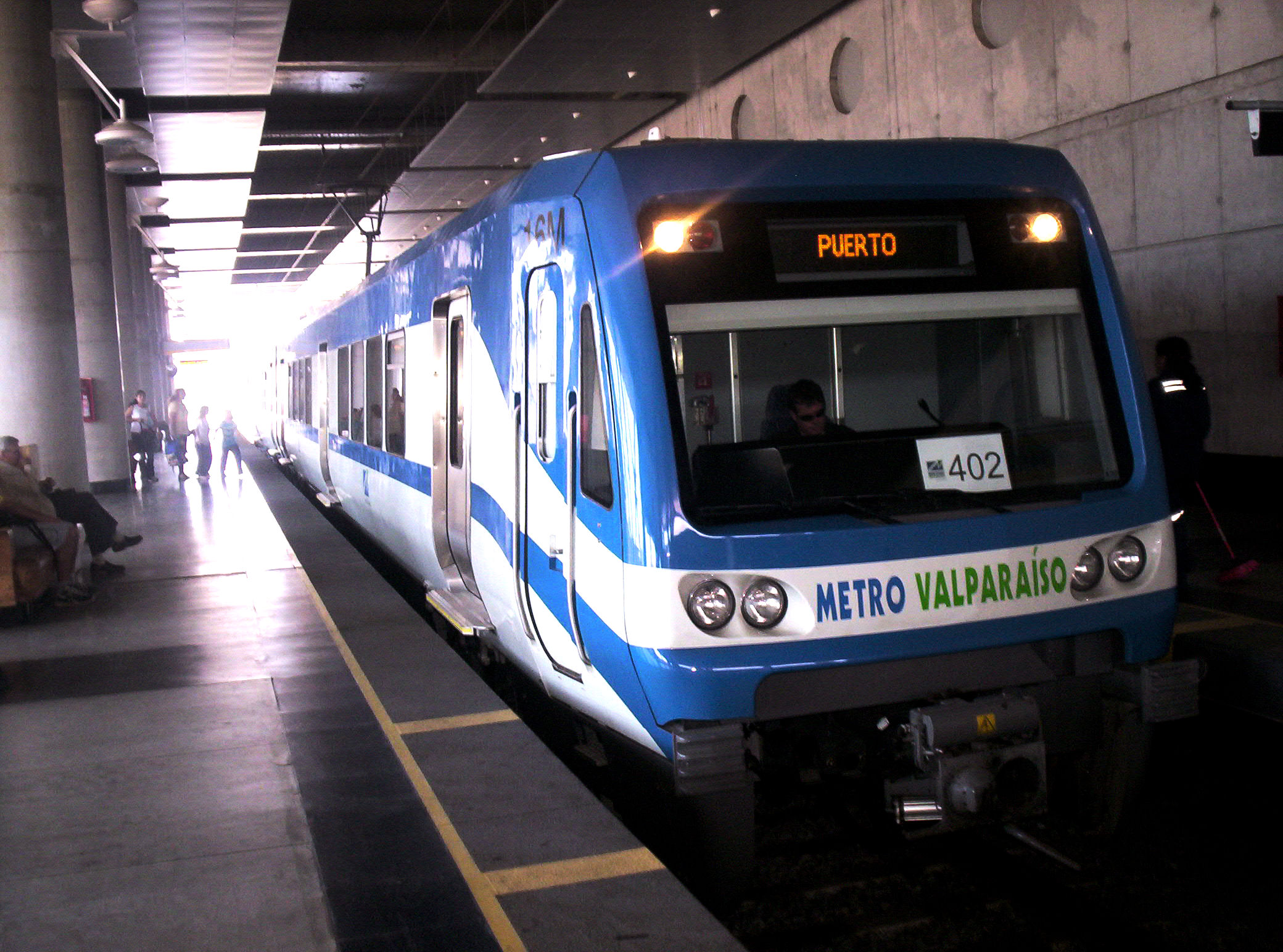
Automotor Xtrapolis 100 entrando en la estación Puerto.

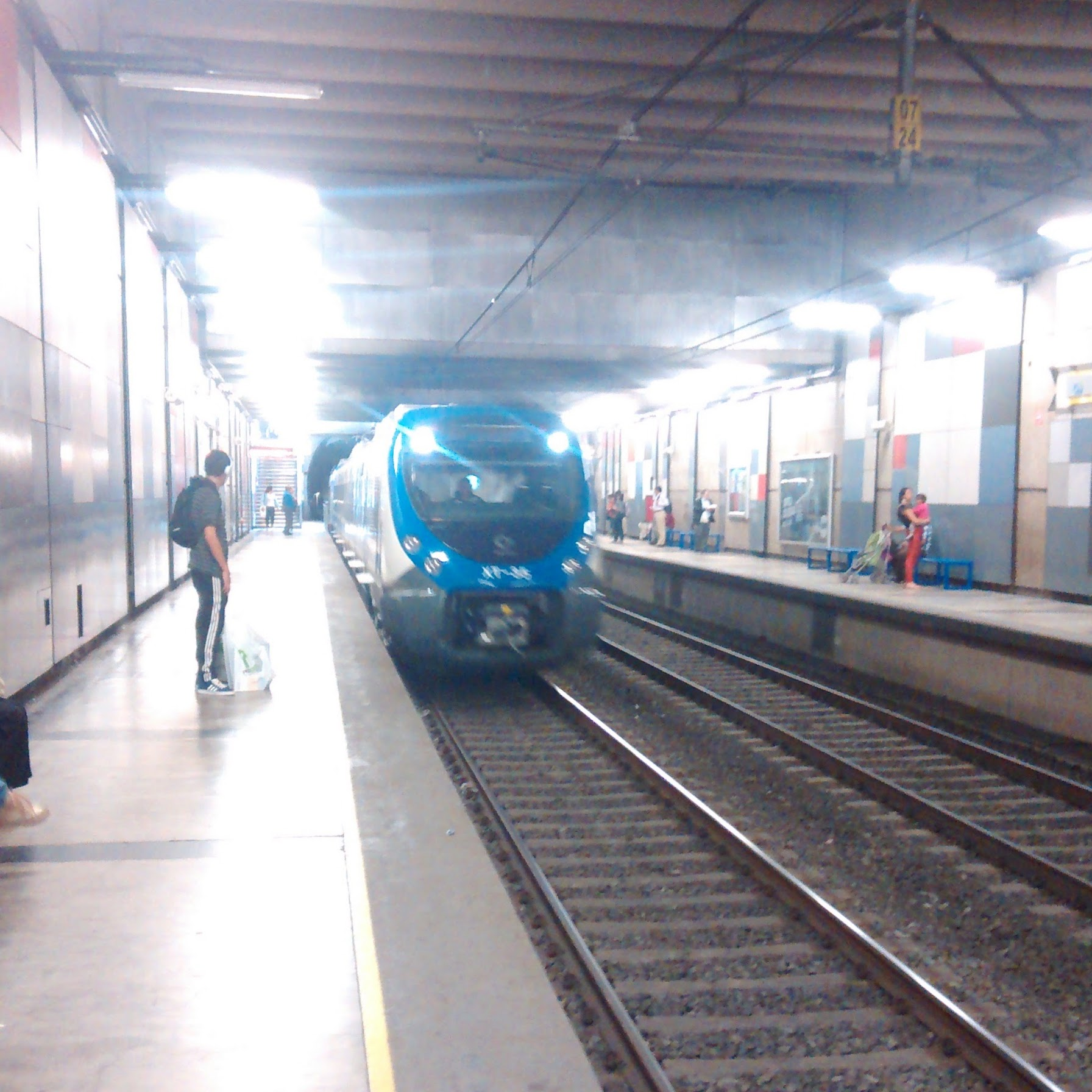
Automotor Xtrapolis Modular entrando estación Miramar en dirección Limache.

La flota está compuesta por 27 automotores modelo X'Trapolis 100 y 8 automotores modelo X'Trapolis Modular, ambos de dos coches, formando un parque total de 35 automotores.
Los automotores X'Trapolis 100 fueron fabricados por la empresa Francesa Alstom en su fábrica de La Rochelle en Francia entre los años 2005 y 2006. Además, la mantención durante 30 años se realiza en el taller Alstom de Limache, construido sobre terrenos de EFE. En la actualidad, su planta laboral se compone de técnicos e ingenieros, exfuncionarios y actuales funcionarios de Metro Regional de Valparaíso S.A. Esto pudo ocurrir gracias a un contrato suscrito en noviembre de 2002.[cita requerida]
Los coches, pintados de blanco y azul, están dotados de 96 asientos y tienen una capacidad para 392 pasajeros, además de incluir aire acondicionado. La velocidad máxima de los trenes es de 120 km/h (restringida por un sistema de seguridad llamado ATP), la cual se justifica por las mayores distancias entre estaciones (sobre todo en el tramo interurbano de Peñablanca - Limache).
En el año 2015 se incluyeron a la flota 8 nuevos automotores, modelo X'Trapolis Modular, fabricados también por la empresa Alstom, pero en su fábrica de Santa Perpetua en Barcelona, España. Este nuevo modelo es menos contaminante, mucho más silencioso y tiene un ahorro energético de hasta 20%. y una mayor capacidad que el X'Trapolis 100, 520 pasajeros, 92 de ellos sentados. Además, su velocidad también será restringida a 120 km/h.
Para el año 2018 se proyectaba la llegada de 5 automotores X'Trapolis Modular más, con el fin de extender en servicio hacia  Gran Quillota. Con la adquisición de estos nuevos trenes en el año 2018, la flota aumentaría a un total de 40 automotores.
El X'Trapolis Modular es el mismo modelo de tren que llegó entre los años 2013 y 2014 para los servicios Tren Rancagua-Estación Central y Tren Nos-Estación Central.
Si bien se indicó a la prensa que esta adquisición correspondía a la primera compra de material rodante nuevo en cuarenta años, la afirmación es errónea. Corresponde a la primera compra (en 40 años) de trenes de pasajeros por parte directa de GRUPO EFE para sus servicios de Santiago al sur, puesto que los 27 automotores X'Trapolis 100 de Metro Valparaíso fueron adquiridos directamente por esta el año 2005. Sin embargo, las declaraciones del entonces ministro Errázuriz no fueron claras, e incluso fueron desmentidas por el experto ferroviario Ian Thompson.
En la cuenta pública de 2024, el presidente Gabriel Boric 2024 EFE anunció la adquisición de cinco nuevos trenes para aumentar la capacidad del servicio con una inversión total de 35 millones de dólares, los cuales estarían en circulación el primer semestre de 2026.

## Corredor y frecuencia
El servicio de la red de Metro Valparaíso cuenta con un corredor de 43 km de longitud y 20 estaciones; entre la Plaza Sotomayor, en Valparaíso hacia el noreste de la conurbación del Gran Valparaíso. Las estaciones Valencia, Colegio Alemán y Rumié del antiguo servicio fueron eliminadas porque, según los estudios hechos en 2001, en esa zona no había la demanda suficiente de pasajeros en las inmediaciones de ellas. Se anunció un servicio de Metrobús para paliar su ausencia, el cual no se concretó. Ricardo Lagos ordenó en 2005 un estudio de factibilidad sobre la extensión del servicio hasta otra ciudad satélite del Gran Valparaíso, La Calera, a mediano plazo. Ese estudio costó 80 millones de pesos y nunca superó la instancia de "idea". En 2011 los habitantes de las comunas de Quillota, La Cruz y La Calera iniciaron una campaña para que el Metro Valparaíso llegara a esas comunas nuevamente, juntando casi 40 000 Firmas. El presidente de EFE se mostró muy dispuesto a extender el servicio a esta zona, previos los estudios pertinentes. Actualmente estas 3 comunas cuentan con un servicio Tren+Bus.
La obra, inaugurada en noviembre de 2005, tuvo un costo de aproximadamente $ 196 mil millones. Los principales componentes corresponden a la compra de los nuevos automotores y el soterramiento de la vía en Viña del Mar. Se estimó que el Metro Valparaíso transportaría a unos 20 millones de pasajeros al año. En el 2010 transporto a más de 14 034 000 pasajeros, cifra que para diciembre de 2011 se incrementó a 17 220 000 pasajeros (muy por encima de los 14 347 000 proyectados). y durante el año 2012 transportó 18 905 000 pasajeros
El recorrido completo tiene una duración de 61 minutos aproximadamente. Antes de la pandemia en días laborales los trenes operaban, en horario punta, cada 3 minutos desde la Estación Puerto a Sargento Aldea; y cada 6 minutos entre Puerto y Limache. Fuera del horario punta, circulaban cada 12 minutos entre Puerto y Limache; excepto entre 13 y 14 horas, que volvían a operar cada 6 minutos. Los sábados, domingos y festivos se consideran como horario fuera de punta, por lo cual los trenes circulaban cada 12 minutos, entre Puerto y Limache, durante todo el día. 
Actualmente en días laborales los trenes operan, en horario punta, cada 6 minutos desde la Estación Puerto a Sargento Aldea; y cada 12 minutos entre Puerto y Limache. Fuera del horario punta, circulan cada 12 y 15 minutos entre Puerto y Limache. En cambio, los sábados operan cada 12 minutosos, y domingos y festivos cada 15 minutos, entre Puerto y Limache, durante todo el día.

## Trazado

### Estaciones
Actualmente el servicio se compone de 20 estaciones, mientras que hay otras 7 estaciones se encuentran en planificación y en construcción para extender el servicio, las estaciones son las siguientes:
| Trazado                          | Estación        | Inauguración            | Ubicación                                                  | Comuna        | Comb.      | Estación        | Posición    |
| -------------------------------- | --------------- | ----------------------- | ---------------------------------------------------------- | ------------- | ---------- | --------------- | ----------- |
| Zona A Valparaíso y Viña del Mar | Puerto          | 23 de noviembre de 2005 | Av. Errázuriz con Plaza Sotomayor                          | Valparaíso    | [ nota 1 ] | Terminal        | Superficial |
| Zona A Valparaíso y Viña del Mar | Bellavista      | 23 de noviembre de 2005 | Av. Errázuriz con Pudeto                                   | Valparaíso    |            | De paso         | Superficial |
| Zona A Valparaíso y Viña del Mar | Francia         | 23 de noviembre de 2005 | Av. Errázuriz con Av. Francia                              | Valparaíso    |            | De paso         | Superficial |
| Zona A Valparaíso y Viña del Mar | Barón           | 23 de noviembre de 2005 | Av. Errázuriz con Av. Argentina                            | Valparaíso    | [ nota 2 ] | De paso         | Superficial |
| Zona A Valparaíso y Viña del Mar | Portales        | 23 de noviembre de 2005 | Av. España con Pellé                                       | Valparaíso    |            | De paso         | Superficial |
| Zona A Valparaíso y Viña del Mar | Recreo          | 23 de noviembre de 2005 | Av. España con Pasaje Covadonga                            | Viña del Mar  |            | De paso         | Superficial |
| Zona A Valparaíso y Viña del Mar | Miramar         | 23 de noviembre de 2005 | Viana/Álvarez con calle Von Schroeders                     | Viña del Mar  |            | De paso         | Subterránea |
| Zona A Valparaíso y Viña del Mar | Viña del Mar    | 23 de noviembre de 2005 | Viana/Álvarez con Plaza Sucre/Plaza Eduardo Grove          | Viña del Mar  | [ nota 3 ] | De paso         | Subterránea |
| Zona A Valparaíso y Viña del Mar | Hospital        | 23 de noviembre de 2005 | Viana/Álvarez con Simón Bolívar                            | Viña del Mar  |            | De paso         | Subterránea |
| Zona A Valparaíso y Viña del Mar | Chorrillos      | 23 de noviembre de 2005 | Limache/Álvarez con Lusitania                              | Viña del Mar  |            | De paso         | Subterránea |
| Zona A Valparaíso y Viña del Mar | El Salto        | 23 de noviembre de 2005 | Av. Limache alt. 3250                                      | Viña del Mar  |            | De paso         | Superficial |
| Zona B Quilpué y Villa Alemana   | Valencia        | c. 2025                 | Av. Condell Sur con Pasaje Once                            | Quilpué       |            | En construcción | Superficial |
| Zona B Quilpué y Villa Alemana   | Quilpué         | 23 de noviembre de 2005 | Av. Condell Sur/Irarrazával con Vicuña Mackenna            | Quilpué       | [ nota 4 ] | De paso         | Superficial |
| Zona B Quilpué y Villa Alemana   | El Sol          | 23 de noviembre de 2005 | Av. Baquedano con Av. Aviador Acevedo                      | Quilpué       |            | De paso         | Superficial |
| Zona B Quilpué y Villa Alemana   | El Belloto      | 23 de noviembre de 2005 | Av. Aviador Acevedo (entre Gómez Carreño y Av. El Belloto) | Quilpué       |            | De paso         | Superficial |
| Zona B Quilpué y Villa Alemana   | Las Américas    | 23 de noviembre de 2005 | Berlín/Ibáñez con Las Américas                             | Villa Alemana |            | De paso         | Superficial |
| Zona B Quilpué y Villa Alemana   | La Concepción   | 23 de noviembre de 2005 | Berlín/Ibáñez con Pudeto                                   | Villa Alemana |            | De paso         | Superficial |
| Zona B Quilpué y Villa Alemana   | Villa Alemana   | 23 de noviembre de 2005 | Berlín con Armando La Torre                                | Villa Alemana | [ nota 5 ] | De paso         | Superficial |
| Zona B Quilpué y Villa Alemana   | Sargento Aldea  | 23 de noviembre de 2005 | Domingo Composto con Togo                                  | Villa Alemana |            | De paso         | Superficial |
| Zona B Quilpué y Villa Alemana   | Peñablanca      | 23 de noviembre de 2005 | Sargento Aldea con Presidente Montt                        | Villa Alemana |            | De paso         | Superficial |
| Zona C Limache                   | Limache         | 23 de noviembre de 2005 | Calle Arturo Prat con Av. José Tomás Urmeneta              | Limache       | [ nota 6 ] | Terminal        | Superficial |
| Extensión Tren Limache-Puerto    | San Pedro       | c. 2028                 | René Schneider con Pasaje Valenzuela                       | Quillota      |            | En licitación   | Superficial |
| Extensión Tren Limache-Puerto    | Quillota Sur    | c. 2028                 | Camino San Isidro alt. 1723                                | Quillota      |            | En licitación   | Superficial |
| Extensión Tren Limache-Puerto    | Quillota Centro | c. 2028                 | Calle Aspillaga                                            | Quillota      |            | En licitación   | Superficial |
| Extensión Tren Limache-Puerto    | La Cruz         | c. 2028                 | Almirante Simpson S/N                                      | La Cruz       |            | En licitación   | Superficial |
| Extensión Tren Limache-Puerto    | Guerra          | c. 2028                 | El Quisco con Bernardo O'Higgins                           | La Calera     |            | En licitación   | Superficial |
| Extensión Tren Limache-Puerto    | La Calera       | c. 2028                 | Camino lateral S/N                                         | La Calera     |            | En licitación   | Superficial |

### Buses de combinación
| Limache Viejo                                                                                                 | Quillota                                                                               | La Calera/La Cruz | Olmué                                                                               | Otros servicios                                                                               |
| - Recorrido en bus hacia el sector Limache Viejo de la ciudad de Limache partiendo desde la Estación Limache. | - Recorrido en bus desde la Estación Limache hasta el centro de la ciudad de Quillota. | - Recorrido en bus desde la Estación Limache, atravesando la ciudad residencial de La Cruz, hasta el centro de la ciudad de La Calera. | - Recorrido en bus desde la Estación Limache hasta el centro de la ciudad de Olmué. | - Combinación con servicios de trolebuses, ascensores y microbuses de la Unidad 11 (Línea C). |

## Sistemas de combinación con otros medios de transporte

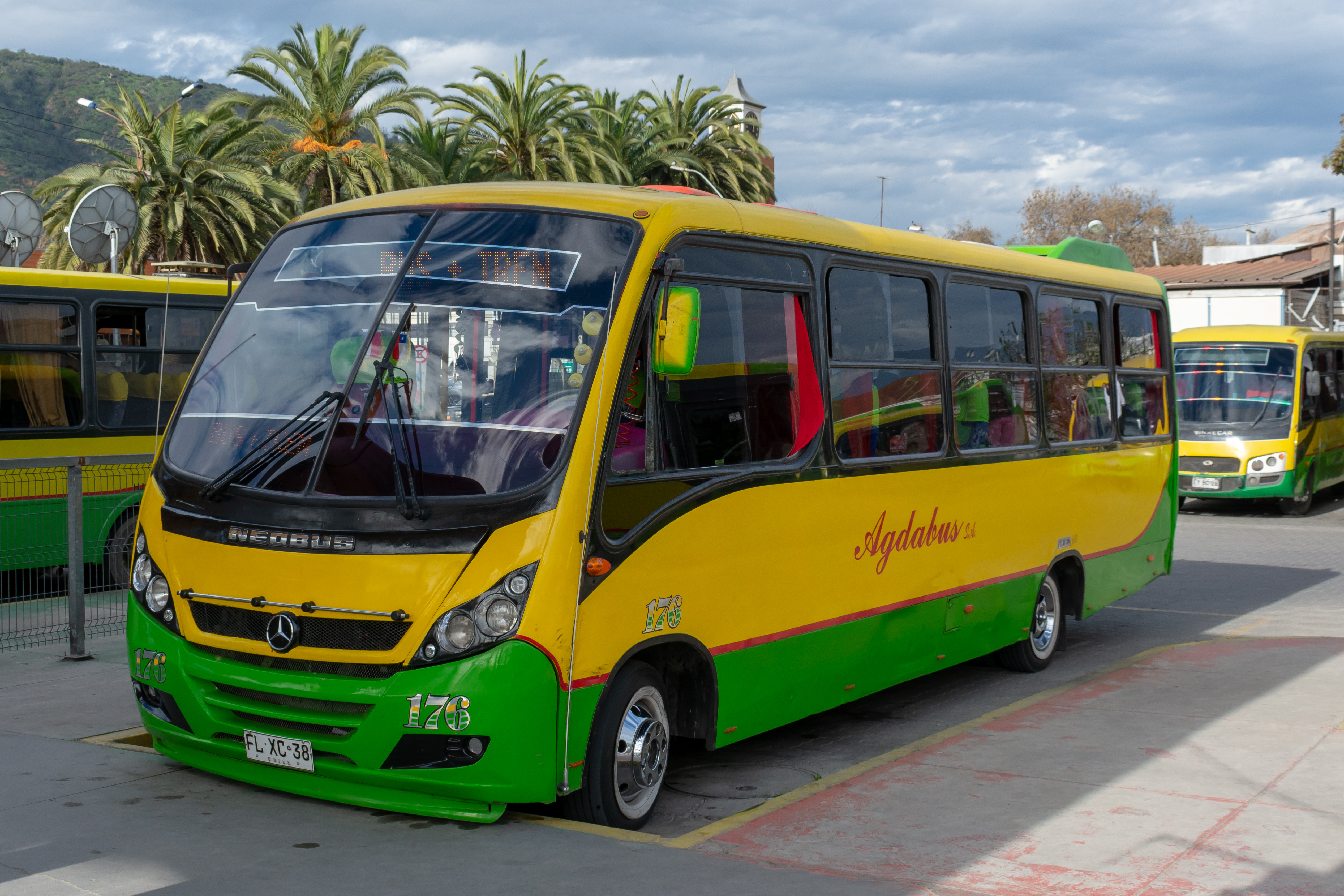
Bus de combinación en Estación Limache.

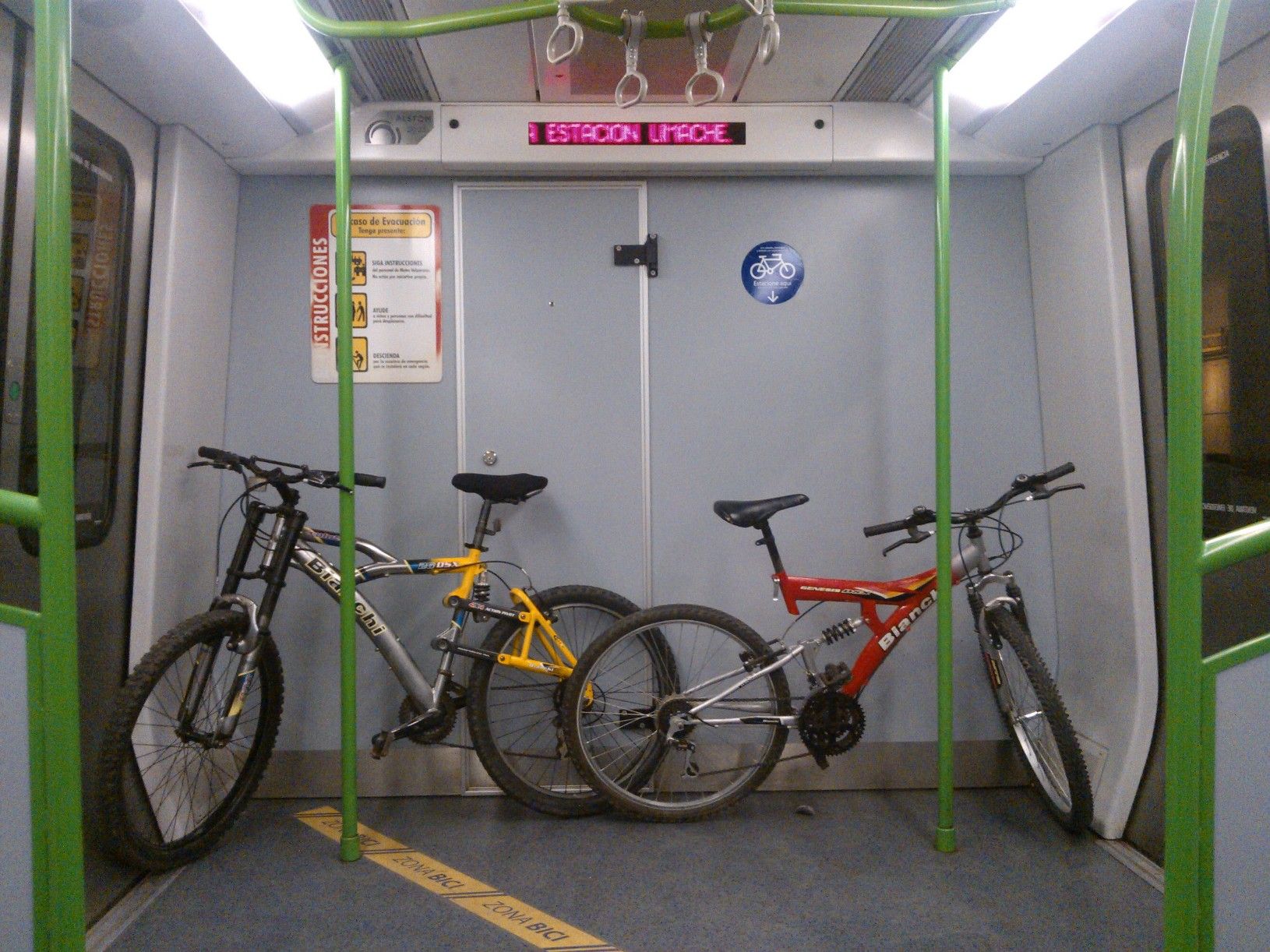
Bicicletas en un vagón del Tren Limache-Puerto.

### Servicio Bus+Tren
El primer servicio de integración tarifaria de transporte de la Región de Valparaíso es el que implementa Tren Limache-Puerto y en un comienzo la empresa de buses Limequi, siendo esta relevada posteriormente por la empresa AGDABus, al unir el principal puerto de la Región con el Gran Quillota, Limache Viejo y Olmué. Esta conexión se logra a través de una flota especial de vehículos que salen hacia esta ciudad desde de la estación ferroviaria de Limache.
Este suceso, inédito en la región, quedó suscrito en la firma de un contrato de este servicio combinado firmado por José Miguel Obando, Gerente General de Metro Valparaíso; Zenón Arancibia, Representante de Buses Limequi; Iván de la Maza, Intendente Regional de Valparaíso y Mauricio Candía, SEREMI de Transportes de la Región de Valparaíso.
El objetivo de este plan es potenciar la actividad del traslado de pasajeros que cada una de las empresas desarrolla por medio de trenes y buses, generando nuevas vías de acceso y el acercamiento de las comunidades de Quillota, Calera, La Cruz, Limache y Olmué al resto de la región. Para la conexión intermodal, Tren Limache-Puerto construyó en la Estación Limache una zona de intercambio entre los distintos sistemas para los pasajeros, a la cual acceden directamente desde los buses a los andenes.
En 2016 se agregó un nuevo servicio de Tren+Bus para las comunas de Quilpué y Villa Alemana, el recorrido 122. Este inicia en el sector Los Pinos en Quilpué, pasando por varias estaciones de tren hasta llegar al terminal Prat en Villa Alemana. Se consideró un importante hito, ya que logró un gran ahorro de tiempo y dinero para las personas.
En 2023, los anteriores servicios de Tren+Bus proveídos por Fenur (120, 122, 123 y 125) son cancelados por incumplimiento de servicio (específicamente, abandono). Estos son remplazados por la creación de una nueva Unidad de Servicio (U11), la que forma los recorridos C01, C02, C03 y C04. 

### Sistema Tren+Bici
En 2013 Tren Limache-Puerto se convirtió en el primer sistema de transporte público en Chile que integra el transporte de bicicletas como servicio para sus usuarios. Esto funcionando los fines de semana y días festivos y con varias restricciones que se fueron elimando hasta que, en enero de 2023 se dejó de necesitar la tarjeta TrenBici. Esta tenía un costo de CLP$5000 y debía ser retirada en Servicio al Cliente en la estación Viña del Mar o Limache previa firma de un contrato especificando el correcto uso de este servicio. 
Cada tren puede albergar hasta 4 bicicletas con un tamaño de aro máximo 28' y el ingreso a estos se debe realizar solo por las estaciones Puerto, Francia, Portales, Miramar, Hospital, El Salto, El Sol, La Concepción, Sargento Aldea y Limache, mientras que la salida puede realizarse en cualquiera de las estaciones de la red.

### Combinación con trolebuses y ascensores
El 29 de abril de 2015 se introdujo el sistema de combinación de Tren+Trole y Tren+Ascensor en la comuna Valparaíso. Mediante el uso de la tarjeta de pago del tren, se accede a descuentos utilizando la misma en los validadores de los trolebuses y ascensores en funcionamiento (Línea 802 y ascensor Barón, El Peral y Reina Victoria). Teniendo que combinar antes de transcurridos 120 minutos y pagando la tarifa del tren más CLP$50.